# Aline Santos (handebolista)
Aline Silva dos Santos (Rio de Janeiro, 17 de agosto de 1981) é uma jogadora brasileira de handebol, que atuava na posição de armadora.
Atualmente é sócia da Atletes Negócios Esportivos.

## Trajetória desportiva
Aline começou a jogar handebol aos 13 anos e, no ano seguinte, foi jogar em São Paulo. Em 1998 conquistou a medalha de ouro no Campeonato Pan-Americano de Handebol Júnior. Jogou no Santo André Handebol até 2003, ano em que se transferiu para a Europa, onde jogou na Espanha e na França.
Foi campeã da Liga Nacional em 2000. Conquistou medalha de ouro nos Jogos Pan-Americanos de 2003 em Santo Domingo, e 2007 no Rio de Janeiro.
Foi aos Jogos Olímpicos de 2004 em Atenas, ocasião em que o Brasil ficou em sétimo lugar. Em Atenas, Aline Santos teve uma atuação considerada razoável: entrou em quadra em todas as partidas dos jogos e marcou, ao todo, 19 gols; em compensação, na defesa, ela foi a principal jogadora, contabilizando 15 bloqueios de arremesso.